# Rara (stoeltjeslift)
Rara is een stoeltjeslift in Italië en is eigendom van het bedrijf Kronplatz AG.
De stoeltjeslift Rara ligt in de skiregio Kronplatz, vlak bij het plaatsje Sankt Vigil. Het dalstation van de stoeltjeslift ligt op de pashoogte van de Furkelpas.
Het bergstation ligt aan het begin van enkele skipistes. In totaal kan de stoeltjeslift 2400 personen per uur vervoeren.
De stoeltjeslift is in 1989 gereed gekomen en is gebouwd door de firma Doppelmayr.
Alpen I+II
· Arndt
· Belvedere
· Col Toron
· Costa
· Gipfelbahn
· Korer
· Kronplatz 2000
· Kronplatz I+II
· Lorenzi
· Marchner
· Miara
· Olang I+II
· Pedaga
· Piculin
· Piz de Plaies
· Plateau
· Pre da Peres
· Rara
· Ruis
· Skitrans Bronta
· Sonnenlift